# Artjom Tschirkow
Artjom Tschirkow (russisch Артём Чирков, englisch Artem Chirkov, * 1979 in Leningrad) ist ein russischer Kontrabassist.

## Leben und Wirken
Artjom Tschirkow erlernte das Kontrabassspiel ab 1995  am Sankt Petersburger Konservatorium bei  Riza Gimaletdinov, bevor er 2001 für ein weiterführendes Studium an die Musikhochschule München wechselte, wo er in der Meisterklasse von Klaus Trumpf war. Schon während seiner Studienzeit nahm Tschirkow an internationalen Kontrabasswettbewerben teil und gewann 2002  beim zweiten  Internationalen J.M. Sperger Wettbewerb.
2004 wurde er zum ersten Solokontrabassisten der Sankt Petersburger Philharmonie berufen. Neben seiner Orchestertätigkeit ist Tschirkow Mitglied des Kontrabass-Ensembles Bassiona Amorosa, mit welchem er unter anderem 2014 den Echo Klassik in der Rubrik „Musik ohne Grenzen“ gewann.

## Preise (Auswahl)
- 2002: 1. Preis beim zweiten Internationalen J.M. Sperger Wettbewerb für Kontrabass[6]
- 2003: 1. Preis beim Internationalen Kontrabass Wettbewerb in Brno[7]
- 2010: 1. Preis beim ersten Internationalen Kontrabass Wettbewerb der Bradetich Foundation[8]